# Araneus nigromaculatus
Araneus nigromaculatus este o specie de păianjeni din genul Araneus, familia Araneidae, descrisă de Schenkel, 1963. Conform Catalogue of Life specia Araneus nigromaculatus nu are subspecii cunoscute.